# Коронація в Східній Римській імперії

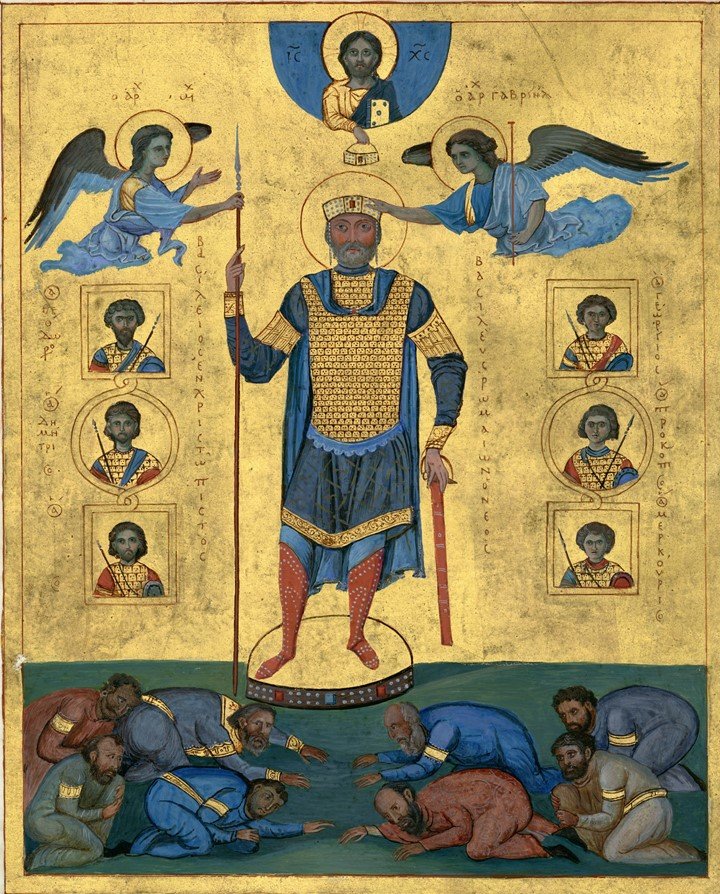
Імператор Василь II

Коронація імператора Східної Римської імперії — низка заходів та церемоній, які супроводжували вступ на посаду нового імператора Східної Римської імперії. За тисячолітню історію Східної Римської імперії правові норми, що регулювали процес коронацію, змінювались в залежності від доби. Форма та церемоніал коронації істотно відрізнялися в різні історичні періоди.
До середини V століття н. е., тоді ще єдина Римська імперія була «солдатською» й вирішальну роль у проголошенні імператора грали легіони. У зв'язку з цим майбутньому імператору було потрібно в результаті «рітуалізірованих символічних взаємодій» сформувати тісний зв'язок з військом, забезпечивши тим самим їх вірність та стабільність свого правління. Пізніше першість впливу перейшла до Сенату та сенаторів.
Інформація про коронацію імператорів V—VI століть відома з втраченої праці Петра Патрикія, фрагменти якої включив до свого трактату «Про церемонії» імператор Костянтин VII Багрянородний (913—959). Завдяки цьому трактату відомо, що в перші століття існування Східної Римської (Візантійської) імперії церемонія коронації мала, згідно з римськими традиціями, світський характер. На рубежі VI—VII століть церемонія перемістилася з Іподрому і палацу до церкви.
Точно не доведено, коли в церемонію коронації було включено «помазання на правління» імператора Верховним першосвященником, яке з другої половини IX століття цей ритуал став неодмінною умовою легітимного імператора.
Відомо, що імператор Юліан (361 р.) коронувався шляхом підняття на щит і увінчаний золотим вінцем, наданим одним із його прапороносців. Пізніше корону на голову майбутнього суверена почали покладати Константинопольські патріархи. Імператор Лев II, який був коронований патріархом Акацієм у 473 р., який читав молитви над короною й урочисто коронував монарха.
У пізній період Східно-Римської (Візантійської) історії сталася теократизація імператорської влади, що вплинуло на появу додаткових рис в обряді коронації.

## Римська імперія

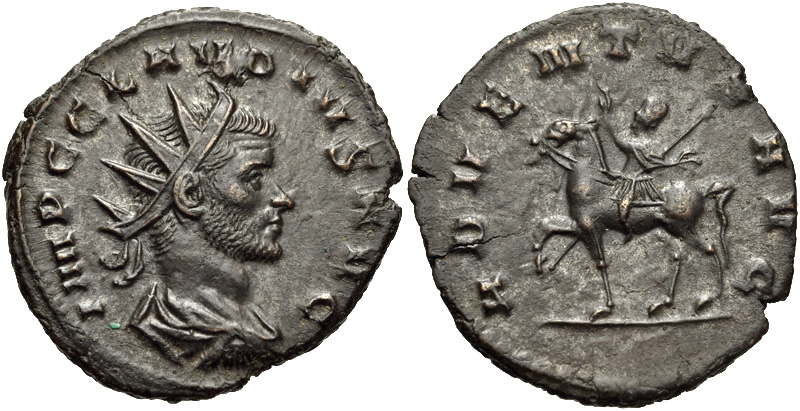
Імператор Клавдій II

Після республіканського періоду, на початках Римської імперії були відсутні чіткі правові норми, пов'язані з передачею вищої влади. Фактично існувало три основні сценарії визначення особи, яка мала зайняти імператорську посаду. Традиційно і формально, основним вважався сценарій, що брав початок з більш ранньої традиції, обрання імператора Сенатом і народом. Також відбувалася передача влади по праву народження, тобто на основі династичного принципу, а також на підставі усиновлення. Останній спосіб передачі влади існував в Римській імперії починаючи з імператорів Нерви і Траяна. Існував також спосіб призначення спадкоємця без усиновлення, що ґрунтувався на системі тетрархії, що пізніше мав поширення й у Східній Римській імперії.
Поряд з монархічною (одноосібною) зберігалася ідея аристократичної форми правління. Така дуальність призводила до низки конфліктів у взаєминах цивільної та військової влади. Спробою попередити виникнення побідних ситуацій існувало правило, відповідно до якого полководець не міг перетнути священні кордони Риму разом зі своєю армією, ні за яких умов, окрім як для участі в тріумфальній ході.
Традиційно наділення вищою владою та нагородження за заслуги здійснювалося відповідно до волевиявлення римського народу і Сенату. Однак на практиці імператор міг бути обраний за межами Риму армією, без участі цивільної влади. Проте й після таких випадків, новому імператору необхідно було досягти консенсусу з усіма провідними силами римського суспільства. Ознаменуванням цієї домовленості слугувала церемонія урочистого в'їзду імператора в місто.

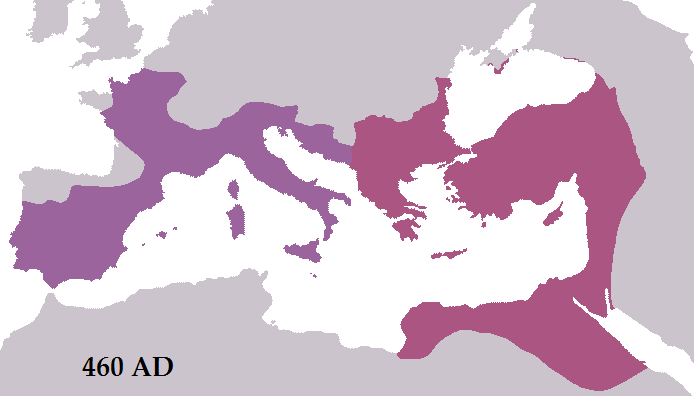
Мапа Римської імперії, 460 р.

Участь армії у виборі імператорів стає помітною вже в епоху Юліїв-Клавдіїв. В рамках тодішньої політичної системи призначення свого наступника попереднім імператором чи інша форма передача влади була неможлива, й майбутній імператор прагнув зробити свою кандидатуру безальтернативною. Тому проголошення імператора армією в формі акламації було одним з дієвих способів отримати владу й давало додаткову перевагу претенденту.
Починаючи з правління Октавіана Августа (27 р. до н. е.) і до 235 р. н. е. кожен імператор, який протримався при владі понад рік отримав як мінімум одну акламацію. Спочатку такої честі удостоювався полководець на полі бою після великої перемоги. З плином часу зв'язок акламацію з військовими досягненнями зменшувалася, трансформуючись в почесті, що надаються з політичних причин. Для того, щоб убезпечити своє становище, правлячий імператор прагнув отримати більше акламацій, ніж будь-який з потенційних спадкоємців. Політичне значення церемонії підкреслювалося тим фактом, що починаючи з Калігули акламація стала частиною церемонії сходження на престол. Тоді ж в традицію увійшло спочатку звернення до Преторіанської гвардії, а після отримання схвалення від неї, вже проголошення себе імператором.
З правління Веспасіана акламацію враховували в титулі: «imperator II» після другої і так далі.

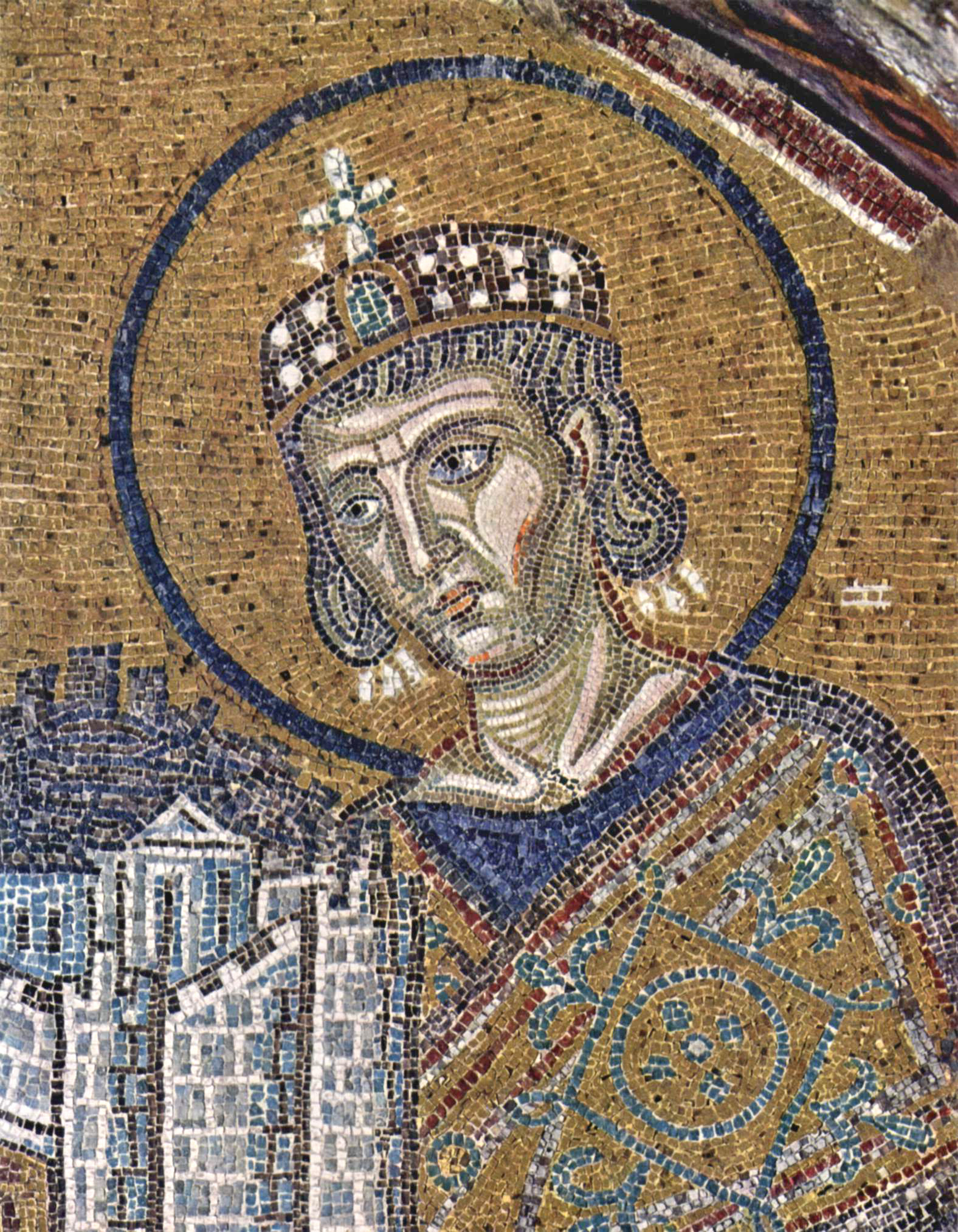
Імператор Костянтин І

До 235 року передача влади відбувалася, як правило в Римі, тому більшість імператорів задовольнялися при сходженні на престол акламацію римського гарнізону. У ранній період інавгураційна акламація, мабуть, не мала строго церемоніалу, і відбувалася разом з іншими елементами урочистостей: adlocutio, обіцянки донативів та промова sacramentum.
З настанням «кризи III століття» зросла важливість акламацій, оскільки тепер вони частіше відбувалися за межами Риму за участю великих військових формувань і в більшій мірі повинні були відображати згоду армії (consensus militum). Разом з тим єдиний церемоніал обрання імператора так і не склався, і формалізація процедури сходження на престол почалася тільки в період Тетрархії.
Римський імператор Костянтин І (306—337) повернув державу до династичного принципу передачі влади, який в подальшому став основним в усій Середньовічній Європі. З християнізацією Римської імперії виникла політична теологія, що підкреслювала тісний зв'язок імператора з Богом; а наділених владою правителів як богообраних.

## Формування церемоніалу
З часів правління Діоклетіана, яке завершило період смут, починається процес формування та фіксації церемоніалу коронування імператора. Перший докладний опис імператорської церемонії в нових умовах наводить християнський письменник Лактанцій у книзі «Про смерті переслідувачів», де йдеться про те, як в 305 році Діоклетіан і Максиміан формально відійшли від влади, а Максиміан II і Флавій Север були проголошені цезарями. Згідно з описом церемонії «були скликані збори воїнів», на яких були присутні «воїни, що знаходилися при палаці, а також старші з воїнів, обрані і відкликані з легіонів». Участь спеціально скликаних представників легіонів підкреслює важливість схвалення армією прийнятого Діоклетіаном рішення. Новим елементом в церемонії стало покладання імператором на наступника знятої з себе «пурпурової мантії». Тут, ймовірно, йдеться про імператорський плащ-палудаментум, передача якого символізувала в ідеології Тетрархії зв'язок правителів з військовою доблестю та владою. Цією урочистою церемонією перед представниками війська, Діоклетіан підкреслював збереження «consensus militum» (схвалення армією) нових правителів.
Подальший розвиток церемонії передачі влади відбувся за правління династії Костянтина. З описів проголошення Костянтина І августом в 306 році церковного історика Євсевія Кесарійського відомо, що Констанцій Хлор перед смертю назвав своїм наступником Костянтина. Потім, одягнений в плащ-хламіду (χλαμύς) покійного імператора й оточений його соратниками, Костянтин супроводжував тіло Констанція до місця поховання. Після цього Костянтин був проголошений імператором усіма присутніми. Ця процедура передачі імператорських регалій була покликана позначити легітимність династичних претензій Костянтина і його право прийняти на себе обов'язки свого батька.
Формування традиції передачи влади до нащадків імператора Костянтина Євсевій Кесарійський описує наступним чином:
|  | «Обравши з військових керівників (στρατωτικοων ταγματον) тих, хто здавна відомих вірністю і відданістю василевсу, таксіархи послали їх сповістити кесаря про подію, і вони виконали доручення. Тим часом, війська, дізнавшись про смерть василевса, наче по надхненню з неба, ніби живий був ще великий василевс, одноголосно вирішили нікого не визнавати римськими володарем, окрім його дітей, і незабаром постановили всіх їх називати відтепер не кесарями, а августами, - ім'ям, яке є найбільшим і найвищим символом верховної влади. Війська робили це, в своїх думках і відгуках письмово, і одностайна згода всіх їх в одну мить часу поширилося всюди». Євсевій Кесарійський, Життя Костянтина |

Історик Зосим, в свою чергу, подає данні, що окрім трьох синів Костянтина августами були проголошені також його племінник Далмацій Старший і Ганібаліан Молодший, син Далмація.
Всі п'ятеро були урочисто одягнені в пурпур і золото, та відбулась церемонія їх визнання армією. Проте незабаром Далмацій і Ганнібаліан були вбиті за наказом синів Костянтина. А після цього відбулась боротьба за владу між самими синами Костянтина.

## Поділ Римської імперії

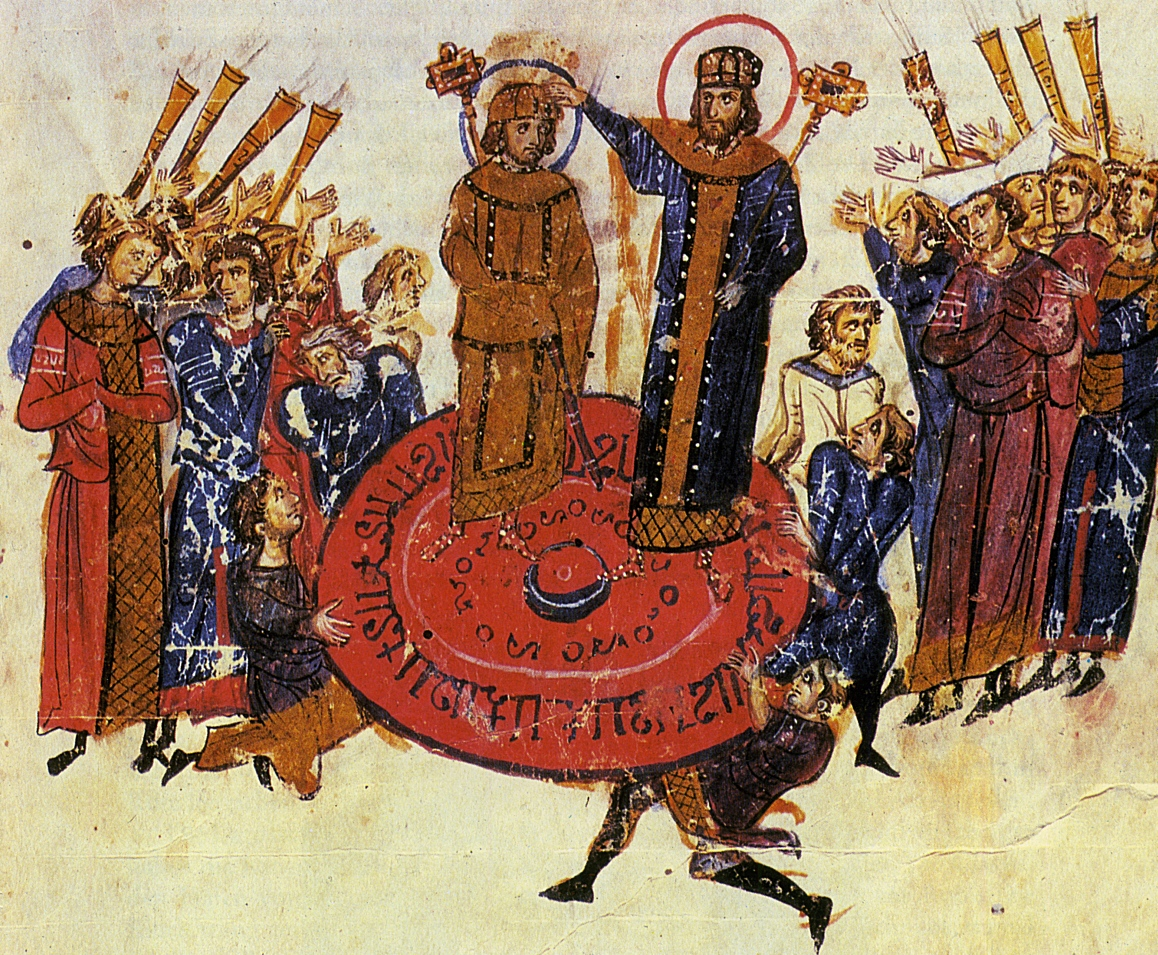
Коронація імператора на піднятому щиті, Мадридський рукопис.

Римський історик IV століття Амміан Марцеллін повідомляє, що Флавій Юліан був проголошений в Галлії цезарем своїм двоюрідним братом Констанцієм II (337—361) у листопаді 355 року. Стоячи на трибуналі, Констанцій представив Юліана армії як свого співправителя і поклав на нього пурпуровий одяг. Армія, визнаючи це призначення волею богів, висловила своє схвалення стуком щитів. Потім нового цезаря разом з імператором провели урочистою процесією до палацу.
У наступні роки Юліан домігся помітних військових і внутрішньополітичних успіхів, що призвело до охолодження його відносин з Констанцією. У 360 році імператор зажадав від цезаря передати значну частину армії для війни на Сході. Конфлікт, що виник в результаті невдоволення цією вимогою призвів до того, що в Парижі армія оголосила Юліана августом. Після деяких коливань Юліан погодився прийняти новий титул, після чого був піднятий на щит і увінчаний солдатським намистом (лат. Torques) як діадемою; а кожному солдату був обіцяний донатив. Незабаром Юліан з'явився перед солдатами в повному імператорському вбранні й виголосив інавгураційну промову (adlocutio).
У червні 363 року Юліан раптово помер під час походу в Персію (ходили чутки, що його було вбито). Оскільки в нього не було призначеного спадкоємця, вирішенням питання про престолонаслідника зайнялись полководці. Як пише Амміан, в армії виникло дві фракції, кожна з яких виставила свого кандидата: колишні прихильники Констанція II і соратники Юліана з Галлії. При цьому гостро повстало питання віросповідання кандидатів на трон.
Соратники Юліана, який був противником християнства, і якого, за деякими письмовими джерелами вбили змовники-християни, зазнали поразки, після відмови Префекта преторія Сходу Сатурнія Секунда від посади імператора. Після цього «найбільш рішучі солдати» висунули кандидатуру командира primicerius domesticorum християнина Іовіана.
Негайно після цього він був одягнений в імператорське вбрання і проголошений «Іовіаном Августом». В хроніках Амміана обрання Іовіана виглядає спірним й таким, що не відображає думку більшості.
7 лютого 364 року, повертаючись з Персії до Константинополя, Іовіан раптово помер, так само не призначивши спадкоємця. Два дні потому військові зібралися в Нікеї. Після повторної відмови Сатурнія зайняти престол імператором був обраний командир гвардійців Валентиніан I (364—375).
25 лютого, прибувши до Нікеї з Анкіри, Валентиніан прийняв владу над імперією після формальної акламації. Валентиніана, одягненого в пурпур і з діадемою на голові, вітала на площі армія. Коли він підняв руку, готуючись виголосити урочисту промову, серед легіонів почалося ремствування і звучали вимоги негайно обрати співправителя.
Тоді, за словами Феодорита Кирського, у своїй промові (adlocutio) Валентиніан сказав наступне: «Коли не було імператора, від вас, воїни, залежало довірити мені кермо влади; але коли я прийняв владу, то вже моя, а не ваша справа — вершити справи державні». Отже, формально Валентиніан був обраний радою військових, при цьому Амміан підкреслює, що в даному випадку армія виступає в якості всього римського народу.
Під час акламації й adlocutio, солдати принесли клятву новому імператору.
Прибувши в кінці березня до Константинополя, Валентиніан зібрав раду, де поставив питання про призначення співправителя. 28 березня 364 року, незважаючи на заперечення Дагалайфа й війська, він обирає в якості співправителя свого брата Валента (364—378).
Валентиніан проголосив Валента августом. Облачивши його в пурпуровий імператорський одяг і надівши діадему на його голову, він привіз його до палацу в одній колісниці з собою як законного співправителя. Ця процедура призначення співправителя істотно простіше попередньої, й нагадує більш ранній випадок коронації Констанція II і Юліана, або більш пізній Валентиніана II і Граціана (375—383). Як підкреслює Амміан, незважаючи на рівність в титулах, Валент зайняв підлегле становище, і їх призначення (коронація) мають різну символічну наповненість.
Після цього брати розділили між собою Римську імперію: Валенту дістався схід, а Валентиніану захід. Тоді Валентиніан вирушив до Медиолана, а Валент — до Константинополя.
Проте вже наступного року легітимність нової влади була поставлена під сумнів, представником династії Костянтина Прокопієм, що проголосив себе імператором в Константинополі, і якого підтримали вдова і дочки Констанція II. Тоді Валентиніану вдалось втримати владу, а для її зміцнення, на початку 366 року він зробив крок в напрямку підготовки правової передачі влади в наступному поколінні, призначивши консулом свого шестирічного сина Граціана.

Мапа Східної Римської імперії, Х ст.

19 січня 379 р. Граціан проголосив Феодосія імператором східної частини Римської імперії.
З 391 року фактичну владу в Західно-Римській імперії здійснював не імператор Валентиніан, а його головнокомандувач військами франк Арбоґаст. Спроби Валентиніана відстояти свої повноваження привели до конфлікту, в результаті якого 15 травня 392 він був убитий. Не чекаючи рішення Феодосія, 22 серпня Арбоґаст звів на імператорський престол свого ставленика, начальника імперської канцелярії Євгенія.
Влітку 394 направив армію в Італію й у вересні переміг заколотників. На кілька місяців Феодосій став фактичним правителем єдиної Римської імперії. У Римі він проголосив сина Гонорія імператором, скасував через сенат ряд стародавніх язичницьких церемоній і збирався повернутися в Константинополь, однак помер 17 січня 395 р.
Отже, перед смертю Феодосій встиг здійснити мирний поділ спадщини Римської імперії між синами. Ще в січні 383 року він надав старшому сину Аркадію титул августа і зробив його своїм співправителем. За ним залишилась Східна частинам імперії. А 10-річний імператор Гонорій перебував під опікою довіреного полководця Стиліхона.
Західна частина імперії впала під натиском варварів через 100 років, а Східна Римська імперія ще понад тисячоліття зберігала спадковість традицій Римської імперії.
Про церемоніал коронації Римських імператорів V—VI століть відомо з втраченої праці Петра Патрикія, фрагменти якої включив до свого трактату «Про церемонії» імператор Костянтин Порфірородний (913—959). Інформація в цих джерелах важлива не лише як опис самих урочистостей і церемоній, але й — для розуміння розвитку уявлень в політикумі про походження і характер імператорської влади.
До V століття в проголошені імператора ключову роль грали громадяни Риму, армія і урядовці; а після проголошення імператор прирівнювався до божества й сам ставав на рівні з богами.
Першою, детально описаною церемонією коронації (що збереглась до наших днів) є урочистості в честь початку правління імператора Лева I Макелла (457—474), який не мав ні родинних, ні шлюбних зв'язків з попередніми імператорськими династіями. На думку історика Сабіни Маккормак, саме в цей період сформувалась східно-римська політична концепція передачі влади, яка починала своє становлення в III—IV століттях. Додаткові відомості про церемонію коронації також можна знайти у «Великодній хроніці» VII століття.

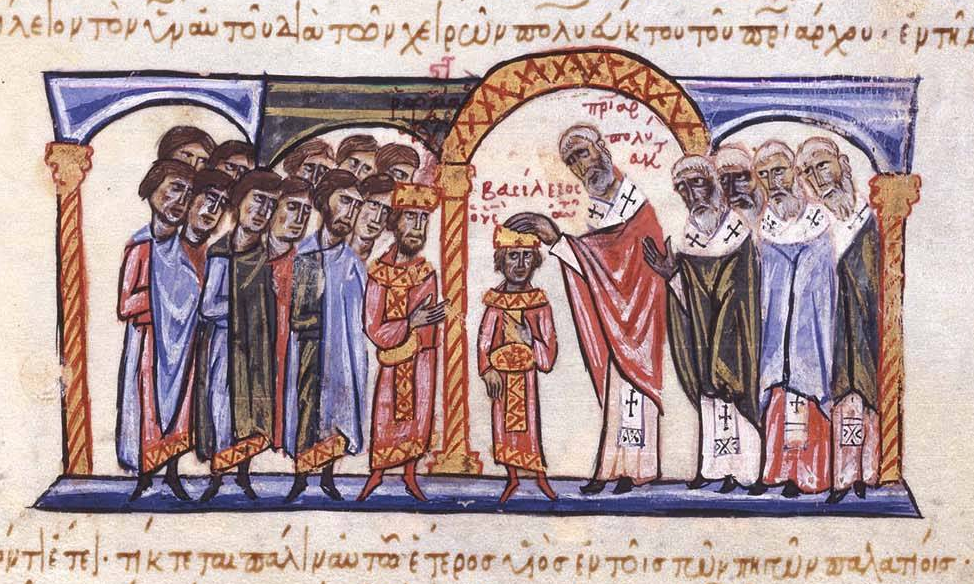
Коронація імператора патріархом

Після того, як Сенат проголосував за обрання Лева на імператора, у четвер 7 лютого 457 року патріарх Анатолій, придворні (грец. Άρχοντες), схоларії та легіонери гарнізону зібралися на Марсовому полі в передмісті Константинополя Евдомії, де за 12 днів до того проводили в останню путь імператора Маркіяна (450—457). Війська опустили прапори до землі. Звучали заклики до Лева зайняти престол ім'ям народу, сенату й армії. Під ці вигуки Лев вийшов і піднявся на трибунал. Потім кампідуктор (лат. Campiductor) Бусальг поклав на його голову золотий ланцюг (грец. μανιάκης, лат. torques), в той час як інший кампідуктор Олімпій дав йому ще один ланцюг в праву руку. Після цього були підняті прапори й всі проголосили Лева августом, призначеним Богом і що перебуває під Божим захистом.
Після цього Лева, який знаходився на трибуналі, оточив загін з 40 кандидатів, що вишикувався черепахою. Прикритий їх щитами, він убрався в палудаментум, імператорську одяг і діадему, та озброєний списом і щитом, прийняв поклоніння (грец. Πρσεκυνήθη) придворних. Потім, через глашатая, він звернувся до присутніх зі словами: «Бог всемогутній і ваше рішення, найхоробріші соратники, обрали мене імператором держави ромеїв».
У подібному вигляді процедура коронації простежується як мінімум з 360 року, коли імператор Юліан (361—363) був коронований в Парижі. Видана їм тоді кожному легіонеру сума в 5 солідів і фунт срібла, присутні й в повідомленнях про інші коронації V і VI століть. Так само є згадка про видачу цих коштів і в оповіданні про коронацію Лева.
Подальші привітальні крики імператор зупинив словами «Хай буде з вами Бог». Після цього патріарх покинув Евдокія і вирушив в місто, щоб підготувати зустріч імператора в соборі Святої Софії, а Лев, в супроводі патриціїв, попрямував в мутаторів. Там він видав представникам Схоларій належні їм подарунки, залишив там корону і проїхав потім в похідну церкву, де помолився. Після цього він на білому коні очолив ходу в розташований там же храм Іоанна Хрестителя. Там він знову зняв корону в мутаторів і поклав її потім на престол. Вийшовши з церкви він сів на коня і попрямував до палацу Олени. Там імператор переодягнувся в парадні одягу і на колісниці вирушив до собору Святої Софії. Там він поклав свою корону на вівтар, після чого патріарх поклав її назад йому на голову, що є першим відомим прикладом участі представника церкви в церемонії коронації. Дослідники пов'язують це з тим, що дана подія була першим після що відбувся в 451 році Вселенського Халкідонського собору, після якого роль патріарха помітно зросла. Однак у даній церемонії це був, ймовірно, не найважливіший епізод
Подальші привітальні крики імператор припинив словами «Так буде з вами Бог». Після цього патріарх покинув Евдом і вирушив в місто, щоб підготувати зустріч імператора в Соборі Святої Софії; а Лев, у супроводі патриціїв, попрямував до мутаторію. Там він видав представникам схоларіїв належні їм подарунки, залишив там корону і поїхав в похідну церкву, де помолився. Після цього він на білому коні очолив ходу в розташований там же храм Івана Хрестителя. Де знову зняв корону і поклав її потім на престол. Вийшовши з церкви він сів на коня і попрямував до палацу Олени. Там імператор перевдягнувся в урочистий одяг і на колісниці вирушив до Собору Святої Софії. Там він поклав свою корону на вівтар, після чого патріарх надів її назад йому на голову, що є першим відомим прикладом участі першоієрарха церкви в церемонії коронації. Дослідники пов'язують це з тим, що дана подія була першою церемонією після Вселенського Халкідонського собору 451 р., в результаті якого роль патріарха в державі помітно зросла. Однак у даній церемонії це був, ймовірно, не найважливіший епізод її проведення.
Останнім імператором, коронованим за старим церемоніалом, був Юстин II (565—578). До його наступників Тиберія II (578—582) та Маврикія (585—602), як до співправителя своїх попередників, процедура коронації взагалі не застосовувалася.

## Місце коронації
За часів Римської імперії церемонії сходження нового імператора на трон відбувались у Римі. Якщо ж імператор обирався поза Римом, то входячи в столицю відбувалась урочиста церемонія Adventus.
З початком виникнення т.з. «імператорів легіонерів» у IV ст. н. е., церемонії коронування могли відбуватись там, де війська проголошували нового імператора. 360 року Юліан був коронований в Парижі. Імператора Валентініана I армією було обрано 364 року в Нікеї.
В подальшому урочисті церемонії коронації відбувались в новій столиці імперії — Константинополі. Місцем коронаций імператорів у IV—V століттях був Трибунал, розташований в константинопольському передмісті Евдом. Це була кам'яна платформа, споруджена 364 року поряд з іншими будівлями і статуями для коронації молодшого брата Валентиніана, Валента. Потім тут коронувалися всі імператори аж до Василіска (475).
Пізніше для коронації Евдом використовувався не регулярно: Маврикій (582), Фока (602), Лев V Вірменин (813) і Никифор Фока (963).
Після імператора Лева І в ужиток входить урочиста церемонія коронації імператора Вселенським патріархом з читанням молитов у Соборі Св. Софії, тощо.
При цьому, наступні імператори проводили частину своїх коронацій в межах міста, на Іподромі.

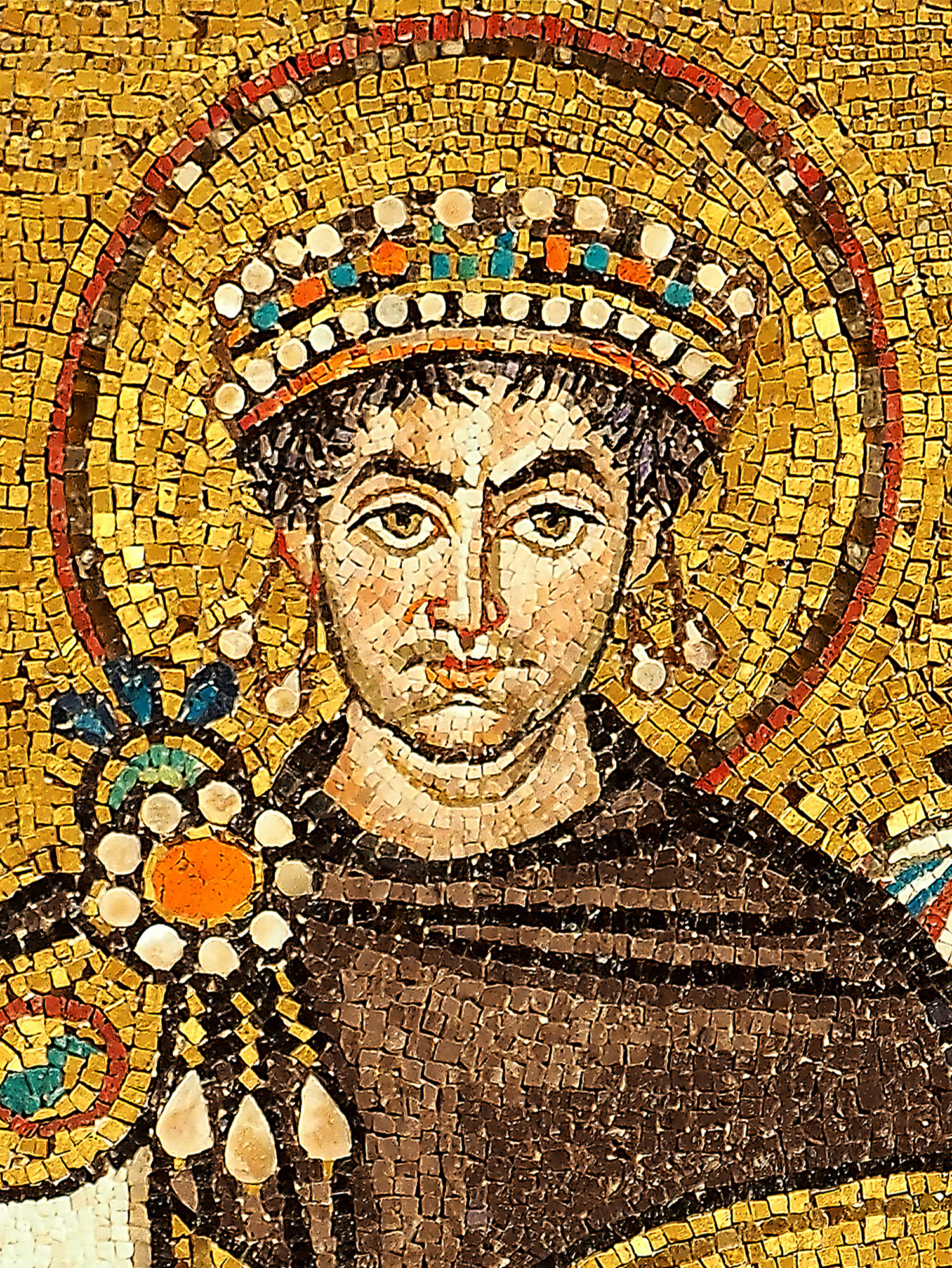
Імператор Юстиніан І

## Церемонії коронації
Підняття на щит
Історик Е. Канторович доводив, що церемонія підняття на щит в ході коронації імператора Східної Римської імперії простежується з початку II століття, коли в Римській імперії домінував сонячний культ, який з прийняттям християнства поширився на Ісуса Христа. Традиція такого ототожнення й перенесення простежується Канторовичем у церковного письменника IV століття Ісаака Сирина, придворного поета VI століття Коріппа і черниці-поетеси IX століття Касії. Отже підняття на щит інтерпретується як «богоявлення» нового імператора, його поява не тільки народу, але й всьому світу. Зберігся опис церемонії в трьох варіаціях: призначення цезаря, церемонія зустрічі дексімон і церемонія зустрічі на іподромі.
Обов'язковим елементом церемонії коронації підняття імператора на щит відомо починаючи з імператора Лева I (457—474). У XV столітті архієпископ Симеон Солунський пояснював символізм цієї процедури в такий спосіб: підняття імператора на солдатський щит підносить його над армією і народом, роблячи його головнокомандуючим і правителем.
Клейноди й помазання
Ритуал помазання імператора виникає після того, як одним з ключових церемоніалів стає участь в коронації першосвященника (патріарха або його легата). Згідно з джерелами доби пізньої Східної Римської імперії, напередодні дня коронації імператор разом з почтом прямував зі своєї постійної резиденції у Влахернах до Великого імператорського палацу, де проводив ніч.
Там він власноруч писав свій Символ віри, за наступним шаблоном: «Такий-то, у Христі Бога вірний василевс і автократор Римлян, написав власною рукою …».
Згідно «Трактату про посади», власне Символ починався зі слів «Вірую в єдиного Бога Отця Вседержителя, Творця неба і землі, всього видимого і невидимого..». Цей документ, підписаний майбутнім імператором, передавався патріарху в триклінії, що прилягала до собору Святої Софії, навколо якого «стояли народ і армія». Потім один з членів Сенату кидав у натовп епікомпії — «шматки тканини, в яких знаходились 3 золотих безанти, 3 монети срібла і 3 обола».
Починаючи з Феодосія Великого (379—395) головним актом, що здійснюються в ході коронації, було покладання на імператора знаків імператорської влади, хламиди і корони.

Мапа Східної Римської імперії, 1015 р.

В книзі «Лицевий літописний звід» коронація імператора описується наступним чином: «.. І створюючи вихід, патріарх зійшов на священний амвон, й імператор з ним, і принесли до патріарха корона на блюді, покровенний. Так само й імператрицін вінець принесли до патріарха на блюді, покровенний».
До XIV століття коронаційний церемоніал досяг найвищої стадії свого розвитку та офіційного унормування. На цей же час припадають й чотири основних писемних джерела, що збереглись, які описують церемонію коронації. Основним з яких є «Трактат про посади» псевдо-Кодина. Іншим джерелом є «Книзі церемоній» (De Ceremoniis Aulæ Byzantinæ).
Ще два тексти присвячені конкретним коронаціям: розповідь в «Історі» Івана Кантакузина про коронацію Андроніка III у 1325 році та записки давньоруського мандрівника Ігнатія Смолянина про покладання вінця на голову імператора Мануїла II Палеолога в 1392 році. Розповідь Ігнатія пізніше включили до «Лицевого літопису», де розповідається про подорож Київського митрополита Пимена до Царгороду та яка містить велику кількість ілюстрацій.
Церемоніал коронації Римських та Східних Римських імператорів мав значний вплив на подальші церемонії коронації в Священній Римській імперії, а також на церемонії коронації правителів у всіх Європейських монархіях.